# Barreira entre Hungria e Sérvia

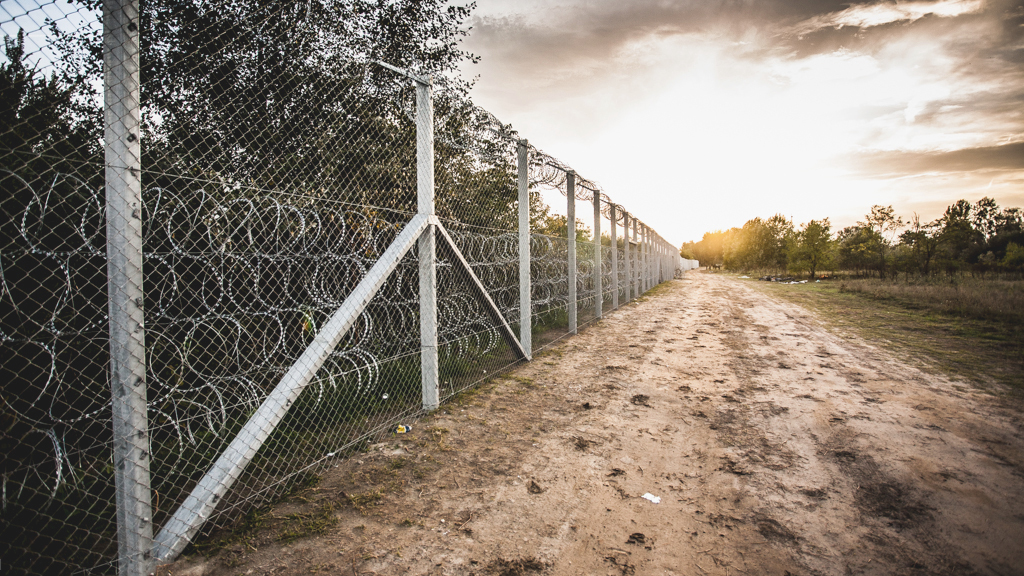
Barreira entre Hungria e Sérvia

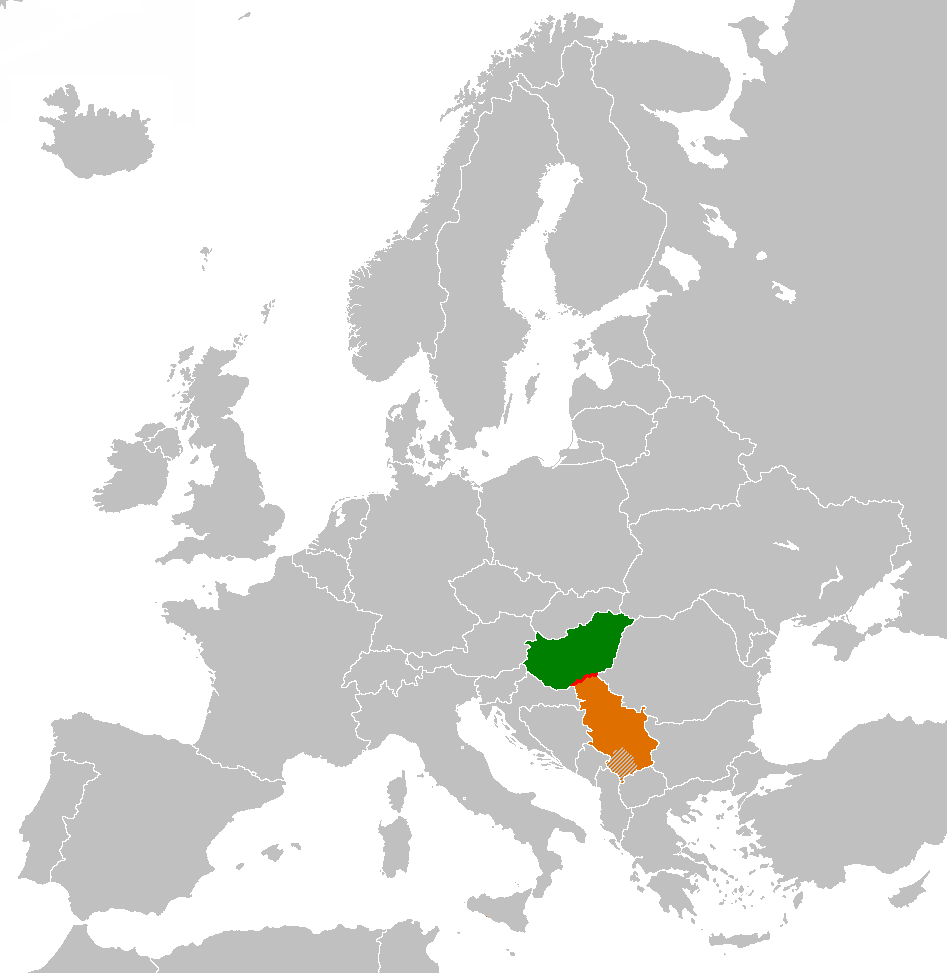
Mapa que mostra a fronteira entre os dois países.

Barreira entre Hungria e Sérvia  também Cerca entre Hungria e Sérvia ou Muro entre Hungria e Sérvia (em húngaro: Határőrizeti célú ideiglenes kerítés literalmente Cerca fronteiriça temporária ou também Magyarország–Szerbia-határzár) é uma barreira fronteiriça construída pela Hungria em 2015 para deter os imigrantes irregulares que entrem no país durante a crise migratória europeia de 2015.
O governo húngaro iniciou a construção de uma cerca na fronteira em 2015, queixando-se de que a União Europeia era "demasiado lenta para atuar", e para bloquear o enorme fluxo de imigrantes que entram na UE através da fronteira entre Sérvia e Hungria.

## História
A fronteira entre Hungria e Sérvia tem 175 km (109 milhas) de comprimento. Em junho, o gabinete húngaro aprovou a construção de uma barreira de 4 metros (13 pés) de altura. A construção da barreira iniciou-se a princípios de julho. A princípios de agosto, Hungria estava a caminho de completar a vala dantes de fim de ano. A cerca, que consta de arame de farpado, está a ser construída por empreiteiros e uns 900 soldados a um custo de 30.000 milhões de florins ($ 106 milhões) "e a construção de dois acampamentos para albergar aos solicitantes de asilo".
Em meados de agosto a barreira foi tomando forma como uma  cerca de segurança dupla. Há uma cerca exterior construída a toda a pressa, composta por três fileiras de arame farpado, programada para ser finalizada em final de agosto de 2015. Dentro dela, há uma barreira resistente de 3,5 metros (11,5 pés) de altura.